# آرئن
آرئن (به هلندی: Arriën) یک منطقهٔ مسکونی در هلند است که در اومن واقع شده‌است. آرئن ۴۲۲ نفر جمعیت دارد.